# TopWare Interactive
Die TopWare Interactive AG ist ein deutscher Publisher und Entwickler von Computerspielen mit Sitz in Karlsruhe.
Es ist das zweite Unternehmen dieses Namens, steht jedoch in der Tradition der ursprünglich 1995 gegründeten Topware CD-Service AG. Diese wurde vor allem durch ihre aggressiven Markt- und Preisstrategien bekannt, insbesondere im Zusammenhang mit der Telefonbuch-CD D-Info. Daneben verlegte das Unternehmen auch Computerspiele. Nach der Insolvenz im Jahr 2001 entstand die Zuxxez Entertainment AG (von engl.: success = Erfolg), die das Spielegeschäft weiterführte und ab 2005 schrittweise den Namen Topware wieder reaktivierte. 2011 erfolgte dann die offizielle Umbenennung in TopWare Interactive AG. Als Hersteller von Spielen erlangte das Unternehmen neben seiner Publishertätigkeit vor allem durch seine Eigenproduktionen der Strategiespielreihe Earth und der Rollenspielreihe Two Worlds größere Bekanntheit.

## Geschichte

### Anfangsjahre
Das ursprüngliche Unternehmen wurde 1995 als Topware CD-Service AG in Mannheim gegründet, geleitet von den drei Geschäftsführern Dirk Paul Hassinger (Vorstandsvorsitzender), Dirk Jantz und Siegfried Sorg. Gemeinsam mit Firmen wie tewi und Koch Media gehörte Topware über seine Produktreihe Gold zu einem Kreis von Software-Bündelanbietern, die Datenträger mit Sammlungen unterschiedlichster Programme zu günstigen Preisen und mit z. T. wechselhafter Qualität anboten. Daneben brachte das Unternehmen das digitale Telefonverzeichnis D-Info (1994) sowie den Satellitenatlas für Deutschland D-Sat (1997) auf den Markt.
Ebenfalls 1995 erfolgte die Gründung eines eigenen Entwicklerstudios in Krakau, Polen, der TopWare Programmy Sp. z o.o. Zu den ersten bekannten Spieletiteln, die das Unternehmen vertrieb, gehörten die von den polnischen Tochtergesellschaften entwickelten Spiele Jack Orlando (1996) und Earth 2140 (1997). Daneben übernahm Topware den Vertrieb für Titel wie Das Schwarze Auge: Schatten über Riva, Knights and Merchants oder Gorky 17, 1999 außerdem den Europavertrieb von Sir-Techs Runden-Strategiespiel Jagged Alliance 2. Daneben führte Topware die Spielesammlung Gold Games ein.
Im November 2000 errang das Unternehmen in einem Berufungsverfahren vor dem Oberlandesgericht Köln einen juristischen Erfolg gegen das Duale System Deutschland (Az.: 9 U 75/99). Das Gericht wies die Klage des DSD ab, wonach die sogenannten Euroboxen lizenzpflichtige Verkaufsverpackungen seien. Sie würden wie Aufbewahrungskartons von Gesellschaftsspielen dauerhaft verwendet und somit eine langlebige Verpackung darstellen, für die keine lizenzpflichtige Rücknahmepflicht bestehe. Allerdings bezog sich die Auseinandersetzung lediglich auf Veröffentlichungen vor dem Jahr 1998, da in diesem Jahr die Verpackungsordnung novelliert wurde. Das OLG folgte bei seiner Beurteilung zudem einem Grundsatzentscheid des Bundesgerichtshofes vom Ende des Jahres 1999. Der Verband der Unterhaltungssoftware Deutschland (VUD) maß dem Urteil daher nur „bedingte Relevanz“ bei.

### Rechtsstreitigkeiten um D-Info
Zu den bekanntesten und umsatzträchtigsten Produkten des Unternehmens zählte das elektronische Telefonbuch D-Info. Topware lieferte sich hierzu einen Preiswettkampf und eine lang andauernde juristische Auseinandersetzung mit dem langjährigen Monopolisten Deutsche Telekom. Die Folgen der D-Info-Streitigkeiten führten letztlich zur Insolvenz und zum wirtschaftlichen Aus der Topware CD-Service AG.
Für die Erstausgabe D-Info 1.0 aus dem Jahr 1995 ließ das Unternehmen Namen, Adressen und Telefonnummern aus sämtlichen deutschen Telefonbüchern einscannen und elektronisch auslesen, um die daraus entstandene CD-ROM für 49,90 DM zu vertreiben. Das entsprechende Angebot der Telekom, vertrieben durch die Tochtergesellschaft DeTeMedien, kostete im Vergleich dazu 1828,50 DM. Bei Markteinführung 1992 hatte der Preis des elektronischen Telekom-Telefonbuchs noch bei 3950 DM gelegen. Der Preisdruck zwang die DeTeMedien, ihren Preis auf 90 DM zu senken. Gleichzeitig ging das Unternehmen gerichtlich gegen Topware vor. Das Landgericht Hamburg beurteilte Topwares Vorgehen als „Schmarotzerische Leistungsübernahme“ und das Oberlandesgericht Frankfurt verbot per einstweiliger Verfügung den weiteren Vertrieb von D-Info 1.0, die aber keine Auswirkung auf bereits ausgelieferte Einheiten hatte. Laut einem Bericht der Zeit konnte DeTeMedien dabei auch die Übernahme einiger Kontrolladressen (Stichwort: Plagiatsfalle) aus seinem elektronischen Bestand nachweisen, die in keinem Telefonbuch vorhanden waren. Insgesamt konnte Topware bis zum Verkaufsverbot trotzdem erfolgreich 800.000 Kopien seines Telefonbuchs absetzen.
Wenige Wochen nach dem Urteil kam D-Info 2.0 auf den Markt, für das 532 chinesische Datentypisten sämtliche Telefonbucheinträge abschrieben. Auch hiergegen klagte DeTeMedien wegen Verletzung ihres Urheberrechts, was Topware-Sprecher Carsten Borgmeier mit den Worten kritisierte: „Man versuchte, das amtliche Telephonbuch auf das geistige Niveau eines Gedichtbandes zu heben.“ Zwar wurde auch der Vertrieb von D-Info 2.0 vom Landgericht Karlsruhe unterbunden (Einstweilige Verfügung: Az.: 7-0-77/96, 1. März 1996, Hauptsacheverfahren: Az. 7-0-43/96, 29. März 1996), doch konnte Topware bis dahin bereits über eine Million Kopien verkaufen. Im Gegenzug gelang es Topware, vor dem Landgericht Hamburg ein Verkaufsverbot der auf 29,50 DM reduzierten DeTeMedien-CD zu erwirken, wegen Verkaufs unter Einstandspreis, was einen Verdrängungswettbewerb zum Ziel habe. Topware brachte zudem eine dritte Version des Telefonbuchs auf den Markt, in der sich die Nachbarschaft einer Adresse analysieren ließ. Trotz Verkaufsverbot eine Woche nach Veröffentlichung (LG Karlsruhe, Az.: 7 O 296/96, 30. August 1996) konnte Topware abermals 630.000 Kopien absetzen. Im August 1996 drängte mit dem Tele-Info Verlag in Garbsen bei Hannover zudem ein Nachahmer auf den Markt, der zusätzlich zu Telefonnummern auch noch Fax- und Sondernummern, T-Online-Nummern zum Versand elektronischer Post und eine Funktion zur Rufnummernidentifikation bereitstellte. Der Tele-Info Verlag hatte sich bereits 1993 mit einem entsprechenden Angebot eine juristische Auseinandersetzung mit der Telekom geliefert. Im Dezember 1996 bestätigte der 6. Senat des Oberlandesgerichts Karlsruhe (Az.: 6 U 56/96, 11. Dezember 1996) schließlich das Vertriebsverbot für D-Info wegen „anstößiger Wettbewerbshandlung“. DeTeMedien befinde sich in einer „wettbewerblichen Zwangslage“, da das Unternehmen zur jährlichen Aktualisierung der Daten verpflichtet sei. Daher stünden auch der Firma allein die Nutzung aller erbrachten Leistungen zu.
Um die zivilgerichtlichen Verbotsverfügungen zu umgehen, wurde der befreundete Geschäftsmann Klaus Jürgen Steiner von Topware beauftragt, eine Scheinfirma im österreichischen Kleinwalsertal zu gründen. Da diese rechtlich unabhängig vom deutschen Unternehmen neugegründet werden musste, erhielt Steiner hierfür mehrere Millionen D-Mark ausgehändigt. Mitte des Jahres 1997 brachte die Schwesterfirma unter strenger Geheimhaltung, sodass eine einstweilige Verfügung der Telekom zu spät kam, die Neuauflage D-Info 97 auf den Markt und erzielte damit einen Umsatz von rund zehn Millionen D-Mark. Von behördlicher Seite aus ergab sich zunächst keine Möglichkeit, diese Vorgehensweise zu unterbinden. Es kam jedoch zum Streit zwischen Steiner und dem deutschen Topware-Management, als dieser sich weigerte, sämtliche Einnahmen der Topware Austria an die deutsche Schwester weiterzureichen. Er kündigte daher u. a. die Bankvollmachten der deutschen Geschäftsführer, firmierte die Topware Austria in Klicksoft Medien um und erhob den Anspruch auf den Markennamen D-Info. Das Topware-Management konterte dies unter anderem mit einer gerichtlich angeordneten Beschlagnahmung der Neuauflage D-Info 98. Später folgte eine Anklage wegen Veruntreuung (s. u.).
Nach dem Urteil des OLG Karlsruhe vom Dezember 1996 strebten Topware und der Tele-Info Verlag ein Grundsatzurteil hinsichtlich der Rechtmäßigkeit ihrer Telefon-CDs an. Am 6. Mai 1999 entschied der 1. Zivilsenat des Bundesgerichtshofs Karlsruhe (Az.: I ZR 199/96, 5/97, 210/96 und 211/96), dass die Daten des Telekom-Telefonverzeichnisses nicht ohne Zustimmung des Unternehmens übernommen werden dürften. Zwar handele es sich nicht um urheberrechtliche Werke, doch stünden Datenbanken seit dem 1. Januar 1998 EU-weit unter einem besonderen Schutz. Dieses Leistungsschutzrecht erstrecke sich nicht nur auf CD-ROMs, sondern auch auf herkömmliche Telefonbücher. Allerdings sei der Verkauf der entsprechenden Daten-CDs bereits vor dem 1. Januar 1998 ein Verstoß gegen die guten Sitten im Wettbewerb gewesen, da dem Kläger DeTeMedien mit seinen eigenen, unter erheblichen Kosten und Mühen erhobenen Daten Konkurrenz gemacht und der gute Ruf der Telekom hinsichtlich Zuverlässigkeit und Vollständigkeit ihrer Datensammlung ausgenutzt worden sei. DeTeMedien wurde daher das Recht auf Schadensersatz in noch zu ermittelnder Höhe zugesprochen. Gleichzeitig wurde festgelegt, dass die Telekom künftig ihre Daten anderen Unternehmen gegen ein Entgelt zur Verfügung stellen müsse.

### Öffentliche Kritik an D-Info
Neben der Frage nach dem Leistungsschutzrecht hinsichtlich der Daten stand D-Info ebenso wie dessen Konkurrenzprodukte in Deutschland auch öffentlich wegen Fragen des Datenschutzes in der Kritik. Unter anderem untersagte das Innenministerium des Landes Baden-Württemberg seinen Polizeibehörden den Erwerb der Telefon-CD von Topware, weil es nach Ansicht des Innenministers Frieder Birzele und seiner Behörde wegen der weitgehenden Such- und Selektionsfunktionen datenschutzrechtlich unzulässig sei. Kritisiert wurden unter anderem die nicht eingewilligte Speicherung und die Zugänglichmachung privater Adressdaten auf CD-ROM. Besonders die sog. Rückwärts- bzw. Inverssuche, auch Rufnummeridentifkation genannt, mit deren Hilfe ein Anrufer und dessen Postanschrift nur anhand seiner Telefonnummer identifiziert werden konnten, die Filterung nach bestimmten gutverdienenden Berufsgruppen in einem bestimmten Umfeld, später auch die Umfeldanalyse von Adressen in D-Info 3.0 stießen auf Ablehnung und datenschutzrechtliche Bedenken. Noch 1995 sah der Bundesbeauftragte für den Datenschutz, Joachim Jacob, jedoch keine rechtliche Handhabe gegen diese Datensammlungen. Kontroversen löste Topware zudem im August 1997 aus, als das Unternehmen seine Telefonnummersammlung auch über das Internet zugänglich machte.
Spätere Auflagen der digitalen Telefonbücher mussten die Inverssuche aufgrund der Datenschutzvereinbarung für Telekommunikationsunternehmen jedoch wieder entfernen. In den folgenden Jahren entstanden unabhängige ausländische Anbieter, die diese Funktion auf Umwegen über ein Zusatzprogramm wieder ermöglichten. Topware erhob gegen einige dieser Anbieter Klage. Durch eine Änderung des Telekommunikationsgesetzes wurde die Inverssuche am 26. Juni 2004 schließlich legalisiert, Telefonanschlussinhabern jedoch ein Widerspruchsrecht gegen die Einbeziehung ihrer Daten eingeräumt.
In der Wochenzeitung Die Zeit stellte Katrin Wilkens 2007 in ihrem Artikel Rüpel aus Leidenschaft das Vorgehen des Topware-Anwalts und Aufsichtsratsvorsitzenden Joachim Steinhöfel kritisch dar. Durch einen juristischen Trick – eine negative Feststellungsklage wegen örtlicher Nichtzuständigkeit – wurde das endgültige Verbot für vier Wochen hinausgezögert, in denen Topware sein Produkt ungehindert absetzen konnte. Damit hatte das endgültige Verkaufsverbot für Topware nicht mehr so schwerwiegende wirtschaftliche Auswirkungen zur Folge.

### Prozesse wegen Veruntreuung und Steuerhinterziehung
Im Januar 1998 verklagte die Topware CD-Service AG Klaus Jürgen Steiner wegen der Veruntreuung von Firmengeldern. Das für die Gründung der österreichischen Schwestergesellschaft übergebene Geld habe Steiner laut Klage sich und seiner Frau zugeschanzt. Steiner reagierte darauf mit einer Selbstanzeige und warf im Gegenzug der deutschen Geschäftsführung vor, Steuern hinterzogen zu haben. Am 30. September 1998 wurde daher für den Vorstandsvorsitzenden Dirk Hassinger Untersuchungshaft angeordnet. Er wurde in Frankfurt verhaftet, bundesweit wurden mehrere Büros und Privaträume durchsucht, darunter auch das Büro des Topware-Anwalts Joachim Steinhöfel. Ursprünglich gingen Ermittler von drei Millionen DM hinterzogenen Steuern aus, später erweiterte sich die Anklage auf über sieben Millionen DM.
Im Prozess gegen Steiner wegen der Veruntreuung von mehr als 13 Millionen DM und einem dadurch entstandenen wirtschaftlichen Schadens von 11,3 Millionen DM, bestritt dieser im September 1999 vor der 5. Wirtschaftsstrafkammer des Landgerichts Mannheims die Vorwürfe und erhob stattdessen Anschuldigungen gegen seine Geschäftspartner. Unter anderem sei ihm mehrfach mit Gewalt gegen ihn und seine Familie gedroht worden, bis hin zum Tode. Auch ein Schläger sei bereits angeheuert worden. Hassinger bestritt die Drohungen, gestand jedoch die Steuerhinterziehung in Form von Kick-backs durch Scheinsponsoring. Nach einem Jahr Untersuchungshaft kam er nach Zahlung einer Kaution wieder frei. Steiner wurde schließlich wegen der Veruntreuung von drei Millionen DM zu einer Haftstrafe von vier Jahren und elf Monaten verurteilt. In einem separaten Prozess wurden im August 2003 die Topware-Geschäftsführer Dirk Hassinger, Dirk Jantz und Siegfried Sorg vom Landgericht Mannheim wegen Steuerhinterziehung in Millionenhöhe zu Bewährungsstrafen und 500 Stunden sozialer Arbeit verurteilt.

### Topware-Insolvenz und Zuxxez-Gründung
Bereits im Frühjahr 2001 musste TopWare Insolvenz anmelden. Als Grund wurden die Schäden genannt, die durch die Veruntreuungen Steiners verursacht worden seien, sowie der verlorene Prozess gegen DeTeMedien. Topware sah sich Schadensersatzforderungen der Telekomtochter von zehn Millionen D-Mark ausgesetzt. Von ehemaligen Mitarbeitern wurde unter Leitung von Hassingers Ehefrau Alexandra Constandache die Zuxxez Entertainment AG gegründet. Das Unternehmen war anfänglich in Worms registriert und übernahm einen Teil der ehemaligen Belegschaft, zahlreiche Marken- und Namensrechte – darunter den Firmennamen Topware – sowie die Beteiligung am polnischen Entwicklerstudio TopWare Programmy Sp. z o.o. Dirk Hassinger blieb auch unter Constandache Teil des Führungsteams. Anstelle von Topware Programmy wurden die Labels Toontraxx (für Cartoon-Spiele) und Reality Pump eingeführt.
Über das neue Unternehmen kam neben dem Director’s Cut von Jack Orlando 2003 auch der Strategie-/Rollenspielmix KnightShift auf den Markt. Das Spielemagazin GameStar veröffentlichte hierzu in ihrer Ausgabe 10/2003 einen kritischen Test, in der sie zahlreiche Programmfehler anprangerte und eine Spielspaßwertung von 69 % vergab. Zuxxez beklagte, dass die GameStar ihren Test nur auf Grundlage einer unvollständigen Entwicklungsversion erstellt habe, was die festgestellten Programmfehler und nachweisbare Fehldarstellungen des Tests erkläre. Das Unternehmen erwirkte daher eine einstweilige Verfügung gegen das Magazin, die die Verbreitung des Tests untersagte. Die GameStar wies diese Darstellung zurück. Es handele sich lediglich um kleinere Fehler, die keine Auswirkungen auf die Endnote hätten. Dennoch unterzeichnete der Verlag nach Darstellung Topwares eine Unterlassungserklärung und verpflichtete sich zum Abdruck einer ausführlichen Gegendarstellung von Zuxxez in der darauffolgenden Ausgabe der GameStar.
Mit der Veröffentlichung der nächsten Eigenproduktion, des Strategiespiels Earth 2160, engagierte sich Zuxxez aktiv im Kampf gegen Filesharing. Schätzungen zufolge standen 100.000 verkauften Einheiten von Earth 2160 die sechsfache Anzahl an Downloads entgegen und bereits für den Vorgänger gab es laut Hassinger mehr registrierte Online-Spieler als abverkaufte Kopien. Mithilfe der Schweizer Firma Logistep ermittelte Zuxxez tausende IP-Adressen von Tauschbörsennutzern und reichte Ende 2005 bei der Staatsanwaltschaft Karlsruhe 13.700 Anzeigen wegen Urheberrechtsverstoßes ein. 2006 kündigten die Publisher Koch Media, Namco Bandai und Jowood eine vergleichbare Vorgehensweise an. Wöchentlich erstellte Logistep in Zusammenarbeit mit einer Karlsruher Anwaltskanzlei rund 600 Abmahnungen, für deren Bearbeitung die Staatsanwaltschaft Beamte der Schutzpolizei abziehen musste. Die Vorgehensweise von Logistep und anderen Kanzleien zog daher auch Kritik nach sich, da sie etwa laut c’t zeige, „wie gewiefte Advokaten zurzeit das eigentlich sinnvolle Instrument der Abmahnung pervertieren“. In einem Urteil vom 15. Dezember 2006 (Az. 1 C 463/06) kritisierte schließlich das Amtsgericht Mannheim die Vorgehensweise von Logistep als rechtlich fragwürdig und verweigerte der Firma die Erstattung der Anwaltsgebühren für eine großflächige Abmahnwelle.
Weitere Veröffentlichungen von Zuxxez in der Folgezeit waren die Titel Two Worlds (2007, erstmals auch auf Xbox 360), X-Blades (2009) und Two Worlds 2 (2010).

### Umbenennung in Topware
Im Jahr 2005 belebte Zuxxez schließlich die Marke TopWare wieder – zunächst als Vertriebsmarke für die Schwestergesellschaft TopWare Interactive Inc. in Nordamerika. Später wurde der Name dann für alle Publishingaktivitäten des Unternehmens übernommen. Mitte August 2011 benannte sich die Zuxxez Entertainment AG offiziell in Topware Interactive AG um. Nach eigenen Angaben beschäftigt das Unternehmen heute weltweit rund 150 Mitarbeiter.
Im September 2014 meldete die Topware Entertainment GmbH, Topwares Vertriebsgesellschaft für den DACH-Raum, Insolvenz an (Amtsgericht Karlsruhe, Az.: G1 IN 772/14). Über die genauen Gründe, die zur Insolvenz führten, wurden keine Angaben gemacht. Dadurch mussten auch die angestrengten Prozesse im Zusammenhang mit Schwarzkopien des Spiels Two Worlds 2 ausgesetzt werden. Am 2. Januar 2015 wurde das Insolvenzverfahren eröffnet, am 22. Januar wurde vom Gericht die drohende Masseunzulänglichkeit bekanntgegeben.
Nach mehrfacher Verschiebung veröffentlichte Topware für Windows am 26. Januar 2015 Raven’s Cry, ein Action-Adventure in einem Piraten-Szenario, dessen Entwicklung als holprig bezeichnet wurde. Unter anderem wurde 2013 die Entwicklung von Octane Games auf Reality Pump übertragen und das Spielkonzept stark verändert. Der Wertungsdurchschnitt auf Metacritic fiel negativ aus. Gründe waren unter anderem gravierende technische Fehler und ein unfertiger Gesamteindruck, inhaltlich stieß das Spiel jedoch auch auf positive Resonanz, nachdem mehrere veröffentlichte Patches einige Fehler beheben konnten. Anfang Mai 2015 erschienen Berichte über eine Schließung des Tochterstudios Reality Pump. Der Darstellung wurde von Topware teilweise widersprochen. Demnach habe lediglich eine von mehreren Geschäftseinheiten von Reality Pump Insolvenz angemeldet. Im November 2015 veröffentlichte Topware eine überarbeitete Neuauflage von Raven’s Cry unter dem Titel Vendetta: Curse of Raven’s Cry über die Online-Distributionsplattform Steam. Diese wurde Ende Januar ohne Angabe von Gründen vorübergehend aus dem Angebot entfernt, Vermutungen zufolge wegen gefälschter Nutzerkritiken. Inzwischen ist es jedoch wieder verfügbar.
Am 1. Februar 2016 eröffnete das Amtsgericht Karlsruhe das Insolvenzverfahren über das Vermögen der wieder in Zuxxez Entertainment AG umbenannten Holding (AG Karlsruhe, AZ: G1 IN 783/15 (1)).
Am 26. März 2016 kündigte Topware die Entwicklung von Two Worlds 3 an. Für die Umsetzung ist ein Zeitraum von rund drei Jahren geplant.
Im Dezember 2017 wurde Dirk Paul Hassinger vom Amtsgericht Karlsruhe wegen diverser Insolvenzstraftaten zu einer Geldstrafe von 140 Tagessätzen verurteilt und ist somit erneut vorbestraft (AG Karlsruhe, Aktenzeichen AZ 14 Cs 720 Js 2252/15).

## Veröffentlichte Spiele (Auswahl)
Topware CD-Service AG
- 1996: Das Schwarze Auge: Schatten über Riva
- 1997: Earth 2140
- 1997: Jack Orlando
- 1998: Knights and Merchants
- 1998: Emergency
- 1999: Jagged Alliance 2
- 1999: Septerra Core
- 1999: Gorky 17
- 1999: Earth 2150: Escape from the Blue Planet
- 2000: Earth 2150: The Moon Project

Zuxxez Entertainment AG
- 2001: Earth 2150: Lost Souls
- 2001: Chicken Shoot
- 2001: World War III: Black Gold
- 2002: Knights and Merchants: The Peasants Rebellion
- 2002: Heli Heroes
- 2002: World War II: Panzer Claws
- 2003: Chicken Shoot 2
- 2003: KnightShift
- 2004: Jagged Alliance 2: Wildfire
- 2004: The I of the Dragon
- 2005: Earth 2160
- 2006: Dream Pinball 3D
- 2007: Two Worlds
- 2007: UFO: Afterlight
- 2009: Dementium
- 2009: X-Blades
- 2010: Dementium II
- 2010: Two Worlds 2

Topware Interactive AG
- 2011: Two Worlds 2: Pirates of the Flying Fortress
- 2011: Battle vs. Chess
- 2012: Planets under Attack
- 2012: Iron Sky: Invasion
- 2013: Pressure
- 2015: Raven's Cry

TopWare Interactive - AC Enterprises e.K.
- 2017: Two Worlds 2: Call of the Tenebrae
- 2017: Two Worlds 2: Echoes of the Dark Past
- 2018: Two Worlds 2: Echoes of the Dark Past 2